# Elecciones generales de Japón de 2009
La 45.ª elección de los miembros de la Cámara de Representantes de Japón (第45回衆議院議員総選挙 Dai-yonjūgo-kai Shūgi-in Gi-in Sōsenkyo?) se realizó el 30 de agosto de 2009 y en ella se eligieron todos los escaños de la Cámara de Representantes, quien designa al primer ministro de Japón. El hasta entonces partido opositor Partido Democrático (PDJ) derrotó a la coalición gobernante formada por el Partido Liberal Democrático (PLD) y el Nuevo Kōmeitō, terminando con 50 años de gobierno casi sin interrupciones.
La última elección tuvo lugar en 2005 en la que el PLD dirigido por Jun'ichirō Koizumi ganó por mayoría. Desde entonces Japón ha tenido posteriormente tres primeros ministros - Shinzō Abe, Yasuo Fukuda y Taro Aso - quienes han asumido el gobierno sin haber realizado una elección general.

## Candidatos por partido
Oficialmente postularon (excluyendo candidaturas redundantes) 1374 personas. De estos se postularon 1139 para los distritos electorales y 888 personas para la representación proporcional (de los cuales unos 235 competían únicamente para la representación proporcional y los 653 restantes estaban postulados simultáneamente para la representación proporcional y para el distrito electoral).
La cantidad de partidos políticos y organizaciones políticas que presentaron candidatos fueron dieciséis. Al momento de la disolución de la Cámara de Representantes existían legalmente representados nueve partidos. Entre estos estaban el Partido Liberal Democrático y el Nuevo Kōmeitō como la coalición de gobierno, mientras que el Kaikaku Club era relativamente un partido progubernamental. De los seis partidos considerados como oposición, el Partido Democrático, el Partido Socialdemócrata, el Nuevo Partido del Pueblo y el Nuevo Partido de Japón negociaron una alianza, por lo que en caso de ganar aspirarían conformar una coalición de gobierno. Tanto el Partido Liberal Democrático como el Partido Democrático fueron vistos como únicas cabezas de las respectivas coaliciones. El Partido Comunista y el Minna no Tō también fueron considerados como oposición, pero tenían sus propias líneas y prefirieron competir solos.
Dentro de la Cámara existió un partido que no cumplió con todos los requisitos: el Nuevo Partido Daichi, que se creó para ocupar un escaño proporcional del bloque de Hokkaidō y que tenía colaboración con el Partido Democrático. 
Existían seis partidos que aspiraban a tener representación parlamentaria. El radical Partido de la Realización de la Felicidad logró postular candidatos en todos los distritos electorales, teniendo más candidatos que el Partido Liberal Democrático y que el Partido Democrático individualmente, aunque era visto como un partido minoritario. El Shintō Honshitsu buscaba una representación proporcional en el bloque de Hokkaido, mientras que el Partido de la Comunidad Económica Mundial, el Nuevo Freeway Club, el Partido Japón Sonríe y el Moriumitō eran partidos que están postulando a un solo candidato respectivamente en los distritos electorales uninominales. El resto de candidatos que se postuló luego del 19 de agosto fueron registrados oficialmente como independientes.
Del grupo de candidatos independientes se encontraba un grupo de diecisiete candidatos liderados por Takeo Hiranuma llamado Grupo Hiranuma y que luego de las elecciones podrían conformar un nuevo partido político que se alinearía tanto con el Partido Liberal Demócrata y con el Partido Demócrata. Entre los demás independientes se incluían adeptos del Partido Democrático que omitieron su alineación en la candidatura, conservadores sin ninguna afiliación política y liberales independientes que salieron de las filas del Nuevo Partido Socialista.

## Encuestas
- Porcentaje de aprobación a los partidos políticos desde 2005 (según la NHK):
     Partido Liberal Democrático
     Partido Democrático
     Nuevo Kōmeitō
     Partido Comunista
     Partido Socialdemócrata
     otros
     ninguno.

Porcentaje de aprobación a los partidos políticos desde 2005 (según la NHK): Partido Liberal Democrático Partido Democrático Nuevo Kōmeitō Partido Comunista Partido Socialdemócrata otros ninguno.
Evolución del porcentaje de aprobación (en azul) y de desaprobación (en rojo) del gobierno japonés entre julio de 2004 y agosto de 2009. Fuente: NHK Broadcasting Culture Institute.

| Partido político | Partido político                          | Manifiesto                                                                                                   | Eslogan | Total |        | Sexo  | Sexo  |                          | Uninominal | Proporcional | Proporcional |  | Escaños al momento de la disolución (21/07/09) |
| Partido político | Partido político                          | Manifiesto                                                                                                   | Eslogan | Total | Hombre | Mujer | Total | Uninominal/ Proporcional | Uninominal |              |              |  | Escaños al momento de la disolución (21/07/09) |
| ---------------- | ----------------------------------------- | --- | --- | ----- | ------ | ----- | ----- | ------------------------ | ---------- | ------------ | ------------ |  | ---------------------------------------------- |
|                  | Partido Liberal Democrático               | Manifiesto                                                                                                   | «Defender Japón, la fuerza de la responsabilidad» 日本を守る、責任力 Nihon o mamoru, Sekinin chikara                           | 326   |        | 299   | 27    |                          | ※289       | 306          | 37           |  | 303                                            |
|                  | Nuevo Kōmeitō                             | Manifiesto                                                                                                   | «Proteger la vida hasta el final» 生活を守り抜く。 Seikatsu o mamori nuku                                                      | 51    | 47     | 4     | ※8    | 43                       | 43         | 31           |              |  |                                                |
|                  | Kaikaku Club                              | Manifiesto                                                                                                   | «Mantener el acto de la reforma» 改革する保守 Kaikaku suru hoshu                                                               | 1     | 1      | 0     | 1     | 1                        | 0          | 1            |              |  |                                                |
|                  | Partido Democrático                       | Manifiesto                                                                                                   | «Cambio de régimen. La vida de los ciudadanos primero» 政権交代。国民の生活が第一 Seiken kōtai. Kokumin no seikatsu ga daiichi | 330   | 284    | 46    | ※271  | 327                      | 59         | 112          |              |  |                                                |
|                  | Partido Socialdemócrata                   | Manifiesto                                                                                                   | «Reconstrucción del estilo de vida» 生活再建 Seikatsu saiken                                                                   | 37    | 25     | 12    | ※31   | 37                       | 6          | 7            |              |  |                                                |
|                  | Nuevo Partido del Pueblo                  | Manifiesto                                                                                                   | «Brilla, Japón!» 輝け日本! Kagayake Nihon                                                                                      | 18    | 17     | 1     | 9     | 18                       | 9          | 5            |              |  |                                                |
|                  | Nuevo Partido de Japón                    | Manifiesto (enlace roto disponible en Internet Archive; véase el historial, la primera versión y la última). | «Declaración de Japón como "Nación del Cambio" » 日本『改国』宣言 Nihon "Kaikoku" Sengen                                       | 8     | 8      | 0     | 2     | 8                        | 6          | 0            |              |  |                                                |
|                  | Partido Comunista de Japón                | Manifiesto                                                                                                   | «Para un nuevo Japón de "héroes del pueblo"» 「国民が主人公」の新しい日本を "Kokumin ga shujinkō" no atarashii Nihon o         | 171   | 119    | 52    | ※152  | 79                       | 19         | 9            |              |  |                                                |
|                  | Minna no Tō                               | Manifiesto                                                                                                   | | 15    | 12     | 3     | ※14   | 14                       | 1          | -            |              |  |                                                |
|                  | Nuevo Partido Daichi                      | | «¡El cambio desde Hokkaidō!» 北海道からチェンジ！ Hokkaidō kara chenji!                                                        | 4     | 3      | 1     | 0     | 4                        | 4          | 1            |              |  |                                                |
|                  | Partido de la Realización de la Felicidad | | «Nueva elección» 新しい選択 Atarashii sentaku                                                                                  | 337   | 262    | 75    | 288   | 49                       | 49         | 0            |              |  |                                                |
|                  | Shintō Honshitsu                          | | | 2     | 1      | 1     | 0     | 2                        | 2          | 0            |              |  |                                                |
|                  | Partido de la Comunidad Económica Mundial | | | 1     | 1      | 0     | 1     | 0                        | 0          | 0            |              |  |                                                |
|                  | Nuevo Freeway Club                        | | | 1     | 1      | 0     | 1     | 0                        | 0          | 0            |              |  |                                                |
|                  | Partido Japón Sonríe                      | | | 1     | 1      | 0     | 1     | 0                        | 0          | 0            |              |  |                                                |
|                  | Moriumitō                                 | | | 1     | 1      | 0     | 1     | 0                        | 0          | 0            |              |  |                                                |
|                  | Independientes                            | | | 70    | 61     | 9     | 70    | -                        | -          | 9            |              |  |                                                |
| Total            | Total                                     | | | 1.374 |        | 1.145 | 229   |                          | 1.139      | 888          | 235          |  | 478                                            |

## Resultados
|  | 42.41 % |

|  | 47.43 % |

|  | 4.27 % |

|  | 1.95 % |

|  | 1.73 % |

|  | 1.04 % |

|  | 0.75 % |

|  | 0.31 % |

|  | 0.62 % |

|  | 49.78 % |

|  | 50.73 % |

|  | 26.73 % |

|  | 38.68 % |

|  | 11.45 % |

|  | 1.11 % |

|  | 38.18 % |

|  | 44.50 % |

|  | 7.03 % |

|  | 4.22 % |

|  | 2.81 % |

|  | 4.27 % |

|  | 0.87 % |

|  | 0.65 % |

|  | 1.52 % |

|  | 0.08 % |

|  | 0.05 % |

|  | 0.01 % |

|  | 0.00 % |

|  | 0.00 % |

|  | 0.00 % |

|  | 0.00 % |

## Otras votaciones que se realizaron
- 21.ª Revisión Nacional de Jueces de la Corte Suprema de Japón;
- Elección del gobernador de la prefectura de Ibaraki y elección especial de miembros de la asamblea prefectural de Ibaraki (distritos electorales de Nishiibaraki y Naka);
- Elección especial de miembros de la asamblea prefectural de Aichi (distrito electoral de Higashi-ku, en Nagoya);
- Elección del alcalde de Yokohama y elección especial de miembros de la asamblea de la ciudad de Yokohama (distritos electorales de Sakae-ku y Aoba-ku);
- Elección del alcalde de Murayama, prefectura de Yamagata;
- Elección del alcalde de Kuki, prefectura de Saitama;
- Elección del alcalde de Minokamo, prefectura de Gifu;
- Elección del alcalde de Takahama, prefectura de Aichi y elección especial de miembros de la asamblea de la ciudad;
- Elección del alcalde de Jōyō, prefectura de Kioto y elección general de los miembros de la asamblea de la ciudad;
- Elección del alcalde de Uwajima, prefectura de Ehime y elección general de los miembros de la asamblea de la ciudad;
- Elección del alcalde de Shimogō, prefectura de Fukushima;
- Elección del alcalde de Matsuda, prefectura de Kanagawa;
- Elección del alcalde de Nagaizumi, prefectura de Shizuoka y elección general de los miembros de la asamblea del pueblo;
- Elección del alcalde de Waki, prefectura de Yamaguchi y elección especial de miembros de la asamblea del pueblo;
- Elección del alcalde de Hirogawa, prefectura de Wakayama;
- Elección general de los miembros de la asamblea de la ciudad de Nemuro, Hokkaidō;
- Elección general de los miembros de la asamblea de la ciudad de Hakui, prefectura de Ishikawa;
- Elección general de los miembros de la asamblea de la ciudad de Kashiwara, prefectura de Osaka;
- Elección general de los miembros de la asamblea de la ciudad de Habikino, prefectura de Osaka;
- Elección general de los miembros de la asamblea de la ciudad de Settsu, prefectura de Osaka;
- Elección general de los miembros de la asamblea del pueblo de Miyota, prefectura de Nagano;
- Elección general de los miembros de la asamblea de la villa de Takayama, prefectura de Nagano;
- Elección general de los miembros de la asamblea de la villa de Yamazoe, prefectura de Nara;
- Elección general de los miembros de la asamblea del pueblo de Takachiho, prefectura de Miyazaki.